# 1 Brygada Artylerii Legionów
1 Brygada Artylerii Legionów (I BA Leg.) – brygada artylerii Wojska Polskiego II RP.

## Formowanie i uzbrojenie
Brygada była organiczną jednostką artylerii 1 Dywizji Piechoty Legionów.
Na początku grudnia 1919 dysponowała siedmioma bateriami polowymi i pięcioma ciężkimi. Wszystkie baterie ciężkie posiadały sprzęt francuski. Cztery baterie polowe oddały mocno wyeksploatowane działa włoskie i otrzymały francuskie armaty 75 mm. Na wyposażeniu dwóch dalszych baterii pozostawały zdatne do użytku działa włoskie. Do końca grudnia  brygada miała otrzymać jeszcze cztery baterie polowe i jedną ciężką wyposażone w sprzęt francuski. Brygada miała w pełni skompletowany personel.

## Dowódcy brygady
- płk art. Juliusz Rómmel[2] (10 IV 1919 – 19 VI 1920[3])
- płk art. Wiktor Okulicz-Kozaryn[a] (do 23 X 1920 → dowódca 13 pac[5])
- Edmund Knoll-Kownacki (5 – 10 VII 1920[6])
- płk art. Aleksander Kowalewski (20 VII – 30 XII 1920[6])

## Skład organizacyjny pod koniec 1919
- 1 pułk artylerii polowej Legionów liczący 9 baterii
- 5 i 6 bateria 9 pułku artylerii polowej
- I dywizjon 1 pułku artylerii ciężkiej w składzie 2 baterii (3 bateria znajdowała się w głębi kraju)